# Deinopis cornigera
Deinopis cornigera är en spindelart som beskrevs av Carl Eduard Adolph Gerstäcker 1873. Deinopis cornigera ingår i släktet Deinopis och familjen Deinopidae. Inga underarter finns listade i Catalogue of Life.